# الی بایول
الی مارسل بایول (فرانسوی: Élie Marcel Bayol‎؛ زادهٔ ۲۸ فوریهٔ ۱۹۱۴ در مارسی، درگذشتهٔ ۲۵ مهٔ ۱۹۹۵ در لسیوته) رانندهٔ مسابقات اتومبیل‌رانی فرمول یک اهل فرانسه بود که از فصل ۱۹۵۲ تا ۱۹۵۶ در مجموع در هشت گراند پری شرکت کرد.
بایول در طول دوران فعالیت خود در فرمول یک ۲ امتیاز را به نام خود به‌ثبت رساند.
او کار خود را در سال ۱۹۵۰ در مسابقات Monomill DB-Panhards آغاز کرد و به مسابقات فرمول ۲ و صعودهای تپه در سراسر فرانسه پیشرفت کرد. بهترین نتیجه او کسب مقام چهارم در Circuit de Cadours در سال ۱۹۵۱ بود. در سال ۱۹۵۳ او مجدداً در Pau چهارم شد و در Albi مقام اول را به دست آورد. او همچنین در همان سال موفق شد جایزه بزرگ Aix les Bains Circuit du Lac (فرمول ۲) را برنده شود.
حرفه او در مسابقات جهانی فرمول یک شامل شرکت در ۸ مسابقه در یک بازه زمانی پنج ساله بود. پس از دو سال حضور در OSCA، در سال ۱۹۵۴ به همراه ژان بهرا به تیم گوردینی پیوست. او تنها ۲ امتیاز قهرمانی خود را با کسب مقام پنجمی در آرژانتین به دست آورد. او همچنین در یک رویداد غیر قهرمانی در پائو چهارم شد. در سال ۱۹۵۶ او چند بار مسابقه داد اما سپس از مسابقات تک نفره ناپدید شد.
بایول در ۲۵ مهٔ ۱۹۹۵ در لسیوته درگذشت.